# Jákup Mikkelsen
Jákup Mikkelsen (Klaksvík, 14 agosto 1970) è un ex calciatore faroese, di ruolo portiere.

## Palmarès

### Club

#### Competizioni nazionali
- Formuladeildin: 1

B36 Tórshavn: 2005
- Coppe delle Isole Fær Øer: 1

KÍ Klaksvík: 1994
B36 Tórshavn: 2006
- Campionato danese: 1

Herfølge: 1999-2000